# Eileen Bennett Whittingstall
Eileen Bennett Whittingstall (Londra, 16 luglio 1907 – 18 agosto 1979) è stata una tennista britannica.
Nel 1929 sposò Edmund Fearnley Whittingstall, un pittore.

## Biografia
Perse la finale dell'Open di Francia (singolare femminile) del 1928 contro Helen Wills Moody con 6-1, 6-2 per l'avversaria, ma nello stesso anno vinse il doppio femminile esibendosi con Phoebe Watson riuscirono ad avere la meglio su Suzanne Deve e Sylvia Lafaurie con 6-0, 6-2.
Nel 1931 ritrovò Helen Wills Moody in finale all'U.S. Open di tennis singolare femminile venendo sconfitta di nuovo. In coppia con la connazionale Betty Nuthall riuscì a vincere sempre nel 1931 due doppi,  l'Open di Francia e l'U.S. Open (contro Helen Jacobs e Dorothy Round vincendole per 6-2, 6-4)